# Головатовка (Ростовская область)
Головатовка — село в Азовском районе Ростовской области России.
Входит в состав Пешковского сельского поселения.

## География
Село Головатовка (Головатый, Головатовский) находится на левобережье реки Кагальник, в степи, между сёлами Пешково и Заимо-Обрыв. Расположено в 17 км (по дорогам) юго-западнее районного центра — города Азова.

### Улицы
| - ул. Чапаева - ул. Буденного - ул. К. Маркса - ул. Красноармейская - ул. Луговая - ул. Луначарского - ул. Щорса | - пер. Калинина - пер. Маяковского - пер. Межевой - пер. Октябрьский - пер. Островского | - пер. Пушкина - пер. Степной - пер. Тельмана - пер. Урицкого - пер. Энгельса |

## История
Точная дата основания не установлена, примерно конец XVIII — начало XIX веков. На генплане Ростовского уезда 1840 года — отсутствует. Головатовский священник Л. Могилевский в 1901 году записал следующее предание о возникновении этого села:

«Жители ближайшей большой слободы Кагальника в летнее время для более удобного занятия хлебопашеством выходили в свободное степное место, устраивали здесь себе токи и молотили хлеб, здесь у них оставался корм для скота, и зимой тут же находился и скот, потом при благоприятных условиях в урожайные годы здесь начали устраивать дома и поселялись здесь навсегда. Первым поселился крестьянин Головатый, и хутор отсюда получил своё название, после него начали и другие селиться и таким образом образовался поселок.»

По ревизским сказкам 1816 года в Кагальнике проживало четыре брата: Степан, Данило, Демьян и Давид Ивановичи Головатенко, самому старшему из них было 48 лет. Кто из них основал хутор, неизвестно. Отделение от с. Кагальник произошло в конце 50-х — начале 60-х годов XIX века. На генплане, составленном в 1860 году, было 58 дворов.
В селе была деревянная церковь, построенная на территории села Семибалки в 1797 году Марией Блазо — дочерью греко-албанского переселенца основателя села Маргаритово (Маргарит Мануилович Блазо). В 1882 году её разобрали и продали в хутор Головатый. Здесь её снова собрали и стояла она (по сведениям старожилов) на месте современного парка, примерно где сейчас находится мемориал. В 1930-е годы церковь была разрушена. Позже, в 1940-е годы, церковь была устроена в одном из домов по ул. Щорса, но и она была разобрана. Евангелие из этой церкви осталось на территории села и хранится как семейная реликвия в одной из семей села по сей день.

## Население
| 1989 | 2002  | 2010  |
| ---- | ----- | ----- |
| 1028 | ↗1332 | ↗1479 |

Национальный состав
По данным переписи 1926 года по Северо-Кавказскому краю, в населённом пункте числилось 540 хозяйств и 3000 жителей (1472 мужчин и 1528 женщин), из которых украинцы — 98,97 % или 2969 чел.
Согласно результатам переписи 2002 года, в национальной структуре населения русские составляли 90 %.

## Достопримечательности
- В 200 метрaх северо-восточнее водонапорной башни находится памятник археологии — Курган «Головатовка-1». Памятник датируется II тысячелетием до н. э. — XIV веком н. э. Решением Малого Совета облсовета № 301 от 18 ноября 1992 года курган внесен в список объектов культурного наследия местного значения под кодом № 6100295000[5].

- В 0,5—1,6 километрaх южнее села находится памятник археологии — Курганный могильник «Головатовка-2» (7 насыпей). Памятник датируется II тысячелетием до н. э. — XIV веком н. э. Решением Малого Совета облсовета № 301 от 18 ноября 1992 года могильник внесен в список объектов культурного наследия местного значения под кодом № 6100296000[6].

- На сельском кладбище находится памятник археологии — Курганный могильник «Головатовка-3» (5 насыпей). Памятник датируется II тысячелетием до н. э. — XIV веком н. э. Решением Малого Совета облсовета № 301 от 18 ноября 1992 года могильник внесен в список объектов культурного наследия местного значения под кодом № 6100297000[7].

- В 0,05—1 километрaх севернее села находится памятник археологии — Курганный могильник «Головатовка-4» (2 насыпи). Памятник датируется II тысячелетием до н. э. — XIV веком н. э. Решением Малого Совета облсовета № 301 от 18 ноября 1992 года могильник внесен в список объектов культурного наследия местного значения под кодом № 6100298000[8].